# Rafael del Riego
Rafael del Riego y Flórez (9. dubna 1784 – 7. listopadu 1823) byl španělským generálem a liberálním politikem.

## Životopis
Narodil se 9. dubna 1784 (podle jiných zdrojů 24. listopadu 1785) ve městě Santa María de Tuñas v Asturii. Po absolvování university v Oviedu v roce 1807 se přestěhoval do Madridu, kde vstoupil do armády. Během španělské války za nezávislost byl zajat Francouzi a uvězněn v Escorialu, odkud posléze uprchl.
10. listopadu se zúčastnil bitvy pod Espinosa de los Monteros, po níž se stal opět vězněm. O tři dny později byl přemístěn do Francie, kde se seznámil s revolučními myšlenkami. Nakonec byl propuštěn a cestoval po Anglii a německých státech. Po ukončení napoleonské okupace v roce 1814 se vrátil do Španělska a opět se, už v hodnosti podplukovníka, připojil k armádě.
V průběhu šesti let absolutismu se přidal ke konspiraci svobodných zednářů a liberálů proti králi Ferdinandu VII. V roce 1819 zformoval král 10 praporů na potlačení revoluce v Latinské Americe. Riego velel asturiánskému praporu. Po vstupu do Cádizu 1. ledna 1820 však spolu s ostatními důstojníky zahájil vzpouru a požadoval znovuzavedení ústavy z roku 1812. Riegovy oddíly pochodovaly městy Andalúzie snažíce se roznítit protikrálovské povstání, ale místní obyvatelstvo bylo většinou netečné. Povstání přesto nakonec vypuklo v Galicii a rychle se přehnalo Španělskem. 7. března 1820 byl královský palác v Madridu obklíčen vojáky generála Ballesterose a 10. března král souhlasil s obnovením ústavy.
Nově ustavená „pokroková“ vláda jmenovala Riega polním maršálem a generálním kapitánem Galicie. Dne 8. ledna 1821 převzal velení v Aragónu a přestěhoval se do Zaragozy. Dne 18. června téhož roku si vzal svou sestřenici Mariu Teresu del Riego y Bustillos. 4. září 1821, po neúspěšné republikánské vzpouře, byl falešně obviněn z republikánství a uvězněn. Nicméně jeho popularita rostla a na demonstracích v Madridu bylo požadováno jeho osvobození. V březnu 1822 byl zvolen do Generálních Kortesů (parlamentu) a propuštěn z vězení. Na Kongresu ve Veroně v prosinci 1822 se země Svaté aliance usnesly, že republikánské Španělsko představuje hrozbu rovnováze Evropy, a pověřily Francii znovu v něm zavést absolutní monarchii. 7. dubna 1823 překročila francouzská armáda hranice. Riego, velící 3. armádě, zastavil invazní jednotky i skupinky místních roajalistů. 15. září byl však zrazen, uvězněn ve vesničce Anquillas (Jaén) a nakonec odvlečen do Madridu. Přes slíbenou úplnou amnestii královský soud uznal Riega vinným z velezrady, protože byl jedním z poslanců hlasujících pro návrh zbavit krále moci. 7. listopadu 1823 byl Rafael del Riego na náměstí la Cebada v Madridu oběšen.

## Odraz v kultuře
Himno de Riego, píseň napsaná na počest Riega se stala hymnou Druhé španělské republiky (1931–1939). V současné době jeho portrét zdobí budovu Generálních kortesů.